# شلومو يوسف زيفين
شلومو يوسف زيفين (بالعبرية: שלמה יוסף זווין) (ولد في 1888 – ومات في 28 فبراير 1978) كان واحد من أبرز الحاخامات الأرثوذكس المنتمين للصهيونية الدينية في القرن العشرين.
أسس «موسوعة التلمود» وهي موسوعة للشريعة اليهودية (الهالاخاه) باللغة العبرية، والتي ترأس تحريرها حتى وفاته.
حصل على جائزة إسرائيل في الأدب الحاخامي في عام 1959.

## حياته

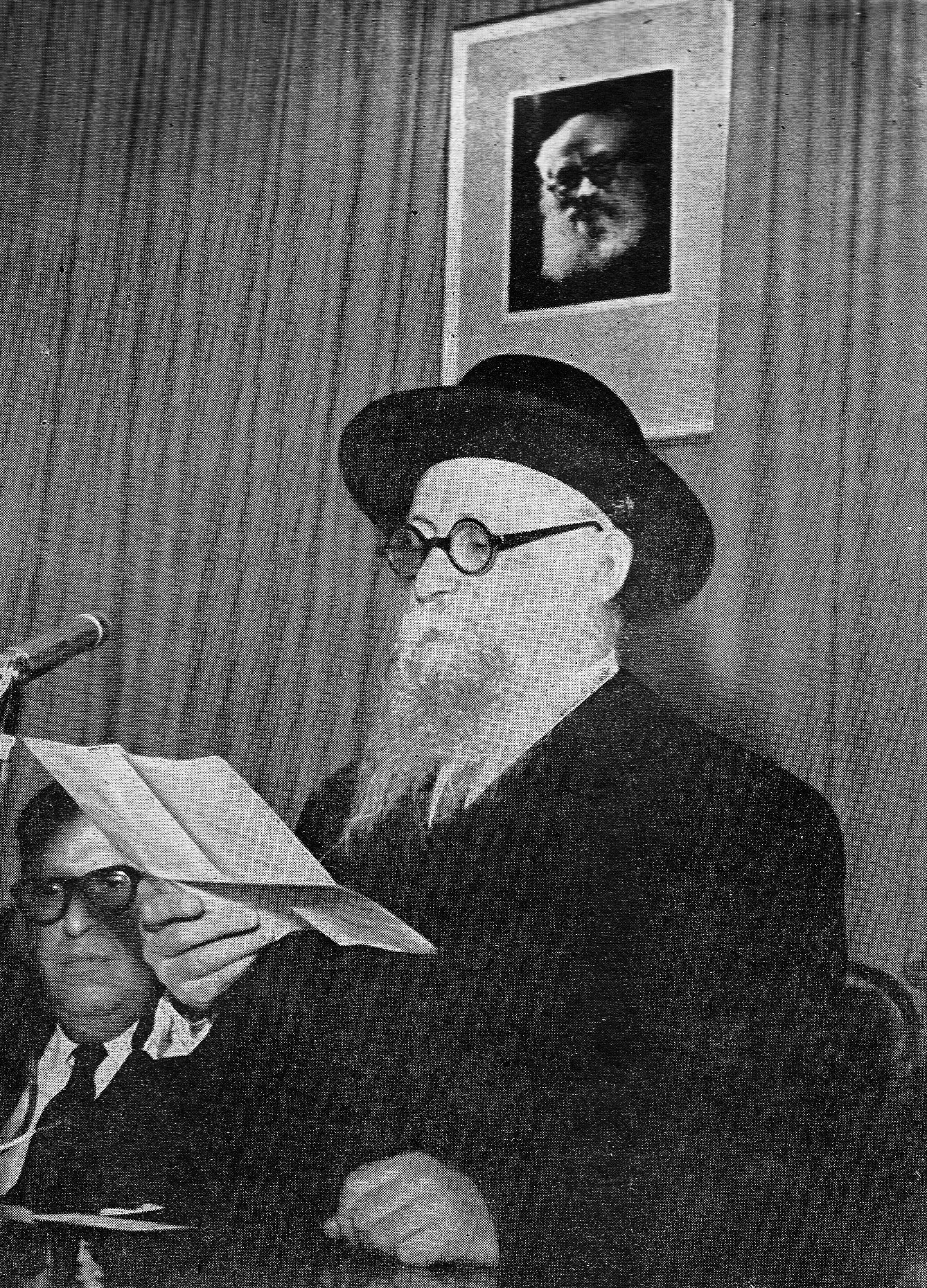
الحاخام زيفين بجوار أبا إيبان

ولد في عام 1888 في كازيميروف (قرب مينسك)، حيث كان والده أهارون مرديخاي حاخاما.
تلقى تعليما خليطا من التأثير الحسيدي واللتواني، حيث درس في المدرسة الدينية في مير على يد الحاخام إلياهو باروخ كاماس (حيث كان زميله الحاخام يخئيل ياكوف فاينبرغ)، ثم في بوبرويسك على يد الحاخام شيمارياهو نواخ شنيرسون الذي كان حينها رئيسا لفرع كابوست من حركة حباد الحسيدية.
رُسِم حاخاما على يد الحاخام شنيرسون والحاخام يوسف روزن (المعروف بعبقري روغاتشيف) والحاخام يخئيل ميشيل إبشتاين (مؤلف كتاب أروخ هاشولخان).
وفي سن مبكرة عين زيفين حاخاماً لمسقط رأسه كازيميروف، وترأس صحيفة «شاريي توراه». ثم عين حاخاما لكليموف (وهي حاليا كليموفو) ونوفوزيبكوف. ولعب دورا نشيطا في النضال السري للحفاظ على التقاليد اليهودية في روسيا السوفيتية بعد الثورة الشيوعية، وكان يترأس هذه الجهود الحاخام يوسف يتسشوك شنيرسون.
وفي بداية عام 1921 حرر صحيفة توراتية اسمها «ياغديل توراه» مع الحاخام يحيزكيل أبرامسكي حاخام سلوتسك، وسجن بسبب هذه الجريمة على يد السلطات السوفيتية. وأسس عدة صحف يهودية أرثوذكسية تناقش مشكلات العصر.
وفي سن الثامنة عشر بدأ زيفين في مراسلة الحكماء الكبار ومن بينهم «عبقري روغاتشوف» والحاخام يوسف يتزشوك شنيرسون. كما بدأ في خدمة اليهود الروس في العديد من المناطق.
وخلال فترة الاستقلال الأوكراني خلال الحرب العالمية الأولى، كان عضوا في البرلمان الأوكراني. وكان عضوا في الهيئة العليا للتجمعات اليهودية في أوكرانيا.
وفي عام 1935 استقر الحاخام زيفين في أرض إسرائيل وبدأ التدريس في مدرسة «بيت ميدراش لموريم» التابعة للحركة المزراحية. وكان عضوا في مجلس الحاخامية الكبرى في إسرائيل.
كان يعتنق الأفكار الصهيونية وتناول وجبة احتفالية في يوم إعلان قيام دولة إسرائيل.
وفي عام 1947 نشر أول جزء من «موسوعة التلمود» تحت إشرافه. واستمر رئيسا لتحريرها حتى وفاته عام 1978. واستمرت الموسوعة في الصدور حتى يومنا هذا.
وكان يتراسل بانتظام مع الحاخام مناحيم مندل شنيرسون حاخام لوبافيتش، الذي التقاه للمرة الأولى في روسيا في منتصف العشرينات من القرن العشرين. وطبع جزء من تلك المراسلات ضمن سلسلة «إيغروت كوديش».
وكان من ضمن العلماء المؤثرين لتشجيع الحاخام مناحيم مندل شنيرسون لقبول قيادة حركة حباد بعد وفاة الحاخام يوسف يتزشوك شنيرسون في عام 1950. وقد استخدم مفاهيم في فلسفة حباد لتوضيح مبادئ الحسيدية.

## كتبه
- ترأس تحرير «موسوعة التلمود» – وهي موسوعة للشريعة اليهودية «الهالاخاه»، وقد أسسها مع الحاخام مائير بار إيلان وحرر الأجزاء التي صدرت أثناء حياته.

- الاحتفالات في الشريعة اليهودية "الهالاخاه – تحليل لتطور قوانين الاحتفال.

- خزانة الحكايات الحسيدية عن الاحتفالات.

## جوائز
- منح جائزة إسرائيل في الأدب الحاخامي في عام 1959.[3]

- منح جائزة ياكير ييروشالايم (المواطن الفخري لمدينة القدس) عام 1967، وهي أول سنة تمنح فيها الجائزة.[9]